# Друга Ніжинська сотня
Друга Ніжинська сотня (1648—1654; 1716—1782) — створена на початку 1648 р. як військова та адміністративна одиниця Ніжинського полку.

## Склад сотні
До складу Другої Ніжинської сотні входили села: 
Мильники, Колісники, Кропивна, Володькова Дівиця, Шатура, Данине, Лосинівка, Безуглівка, Курилівка, Пашківка, Бакаївка, Дорогинка, Припутні, Вишнівка, Сваричівка, Крупичпілля.

## Історія
Сотня утворена 1648 року. Козаки Другої Ніжинської сотні брали участь у Національно-визвольній війні 1648—1657 рр. Ліквідовано разом зі знищенням Запорізької січі та реформуванням адміністративного устрою губерній Гетьманщини імператрицею Російської імперії Катериною II.

### Сотники
- Мринський Фесько (1649),
- Борсук Артем Іванович (1716),
- Ракушка-Романовський Григорій Петрович (1717-1727)
- Біляк Леонтій (1731),
- Кресан Олексій (1732),
- Семека Іван (1733),
- Магеровський Леонтій Іванович(1741),
- Кулаковський Кирило(1741—1750),
- Володьківський Яків Андрійович (1763—1782)[1]